# Taplejung (kommun)
Taplejung Kommun är huvudkommunen i Taplejungdistriktet i Provins 1 i östra Nepal. Kommunen utgjordes 2014 då byutvecklingskommittéerna Phungling och Dokhu gick samman.  . År 2011 hade kommunen 19 085 invånare (varav Phungling 14 974 och Dokhu 4 111) och 4 480 hushåll.